# Ichneumon dimidius
Ichneumon dimidius är en stekelart som beskrevs av Cuvier 1833. Ichneumon dimidius ingår i släktet Ichneumon och familjen brokparasitsteklar. Inga underarter finns listade i Catalogue of Life.